# Alfred Jacobsen
Alfred Martin Møller Jacobsen (født 4. marts 1853 i København, død 13. april 1924 sammesteds) var en dansk litograf.
Alfred Jacobsen blev udlært som litograf hos kunsttrykker og litograf Theodor Bergh i 1873 og allerede i 1874 etablerede han sin egen litografiske anstalt i København.
Ved at udnytte samtidens trykkemetoder og ved at have et åbent blik for nye afsætningsmuligheder for litografiske billedark, ikke mindst for børn, lykkedes det ham fra 1880erne og de følgende år at udkonkurrere de tyske billedark, der indtil da havde været dominerende på det danske marked. Han tegnede selv prosceniet til det nye dukketeater efter det i 1874 åbnede på Det Kongelige Teater og fik dygtige kunstnere til at tegne dekorationer og figurer i serien “Danske Dukketheaterdekorationer”. Alfred Jacobsen har haft stor betydning den danske dukketeatertradition.
 Han var udgiver og skribent af tidsskriftet Suffløren fra 1880. For folkeskolen var hans anskuelsestavler af pædagogisk værdi. Trykningen af teaterdekorationer og billedark fortsatte efter Jacobsens død.

## Hæder
- Prisbelønning ved Nordisk Kunstudstilling, København 1888.